# La Pica Pica
La Pica Pica es una población del municipio Lagunillas en el estado Zulia (Venezuela), es la capital de la Parroquia Eleazar López Contreras. 

## Ubicación
Se encuentra al este de El Danto al este de la carretera Lara – Zulia.

## Zona Residencial
La Pica Pica es un pueblo pequeño ubicado en una sabana donde se desarrolla la actividad ganadera, existen pequeñas colinas como el cerro El Güire en los alrededores 

## Actividad Económica
La Pica Pica es famosa por su pista de piques fangueros, donde autos tunning aceleran en competencias de velocidad los fines de semana.
También existe una pista de aeromodelismo donde los aficionados pueden volar sus modelos a escala de aviones y helicópteros.
Sin embargo es la ganadería la principal actividad del pueblo.

## Vialidad y Transporte
De la Pica Pica salen carreteras hacia El Danto y hacia  Palito Blanco y  La Ribera, que son las vías principales, 

## Sitios de Referencia
- Pista de Piques fangueros la Pica Pica
- Distribuidor El Danto